# Збірна Іспанії з футзалу
Збірна Іспанії з футзалу — національна збірна команда Іспанії з футзалу, якою керує Королівська іспанська футбольна федерація. Є однією з найтитулованіших збірних: дворазовий чемпіон світу (2000, 2004) та семиразовий чемпіон Європи (1996, 2001, 2005, 2007, 2010, 2012, 2016). Станом на лютий 2019 року збірна посідає друге місце в рейтингу ФІФА.

## Виступи на турнірах

### Чемпіонат світу
| Чемпіонат світу з футзалу | Чемпіонат світу з футзалу | Чемпіонат світу з футзалу | Чемпіонат світу з футзалу | Чемпіонат світу з футзалу | Чемпіонат світу з футзалу | Чемпіонат світу з футзалу | Чемпіонат світу з футзалу | Чемпіонат світу з футзалу |
| Рік                       | Раунд                     | Позиція                   | І                         | В                         | Н                         | П                         | ГЗ                        | ГП                        |
| ------------------------- | ------------------------- | ------------------------- | ------------------------- | ------------------------- | ------------------------- | ------------------------- | ------------------------- | ------------------------- |
| 1989                      | груповий раунд            | 9                         | 3                         | 2                         | 0                         | 1                         | 14                        | 9                         |
| 1992                      | 3-е місце                 | 3                         | 8                         | 5                         | 1                         | 2                         | 42                        | 35                        |
| 1996                      | віце-чемпіон              | 2                         | 8                         | 7                         | 0                         | 1                         | 34                        | 12                        |
| 2000                      | чемпіон                   | 1                         | 8                         | 8                         | 0                         | 0                         | 41                        | 8                         |
| 2004                      | чемпіон                   | 1                         | 8                         | 6                         | 1                         | 1                         | 30                        | 7                         |
| 2008                      | віце-чемпіон              | 2                         | 9                         | 7                         | 2                         | 0                         | 29                        | 11                        |
| 2012                      | віце-чемпіон              | 2                         | 7                         | 5                         | 1                         | 1                         | 31                        | 13                        |
| 2016                      | чвертьфінал               | 5                         | 5                         | 4                         | 0                         | 1                         | 20                        | 14                        |
| Усього                    | 8/8                       | 8/8                       | 56                        | 44                        | 5                         | 7                         | 241                       | 109                       |

### Чемпіонат Європи
| Чемпіонат Європи з футзалу | Чемпіонат Європи з футзалу | Чемпіонат Європи з футзалу | Чемпіонат Європи з футзалу | Чемпіонат Європи з футзалу | Чемпіонат Європи з футзалу | Чемпіонат Європи з футзалу | Чемпіонат Європи з футзалу |
| Рік                        | Раунд                      | І                          | В                          | Н                          | П                          | ГЗ                         | ГП                         |
| -------------------------- | -------------------------- | -------------------------- | -------------------------- | -------------------------- | -------------------------- | -------------------------- | -------------------------- |
| 1996                       | чемпіон                    | 4                          | 3                          | 1                          | 0                          | 13                         | 7                          |
| 1999                       | віце-чемпіон               | 5                          | 4                          | 1                          | 0                          | 17                         | 7                          |
| 2001                       | чемпіон                    | 5                          | 5                          | 0                          | 0                          | 19                         | 5                          |
| 2003                       | 3-е місце                  | 4                          | 1                          | 2                          | 1                          | 8                          | 6                          |
| 2005                       | чемпіон                    | 5                          | 4                          | 0                          | 1                          | 15                         | 7                          |
| 2007                       | чемпіон                    | 5                          | 3                          | 2                          | 0                          | 16                         | 7                          |
| 2010                       | чемпіон                    | 5                          | 4                          | 1                          | 0                          | 27                         | 5                          |
| 2012                       | чемпіон                    | 5                          | 5                          | 0                          | 0                          | 20                         | 7                          |
| 2014                       | 3-е місце                  | 5                          | 3                          | 1                          | 1                          | 26                         | 12                         |
| 2016                       | чемпіон                    | 5                          | 5                          | 0                          | 0                          | 27                         | 11                         |
| 2018                       | віце-чемпіон               |                            |                            |                            |                            |                            |                            |
| Усього                     | 11/11                      | 48                         | 37                         | 8                          | 3                          | 188                        | 74                         |